# Galitzenbach
Der Galitzenbach, im Oberlauf Kerschbaumertalbach, ist ein Bach im Drautal (Bezirk Lienz). Der Galitzenbach entspringt im Bereich des Kerschbaumeralm Schutzhauses und mündet nördlich der Galitzenklamm in die Drau. 

## Verlauf
Der Galitzenbach entspringt nördlich des Kerschbaumeralm Schutzhauses an den Nordhängen der Karnischen Alpen zwischen Weittalsattel, Weittalspitze (2539 m ü. A.) und Zochenpass, wobei der Bach bis zur Einmündung des Laserzbaches als Kerschbaumertalbach bezeichnet wird. Nach dem Durchfließen der Kerschbaumeralm stürzt der Kerschbaumeralmbach über den Klapffall und durchfließt das bewaldete Kerschbaumertal, wo er linksseitig den Hallebach aufnimmt. Am Ende des Kerschbaumeralmtals mündet rechtsseitig der Laserzbach ein, wobei der Bach ab nun als Galitzenbach bezeichnet wird. Der Galitzenbach biegt nach der Einmündung des Laserzbaches nach Südwesten ab und durchfließt im Unterlauf die Galitzenklamm, bevor er nördlich der Klamm bzw. westlich des Kraftwerks Amlach in die Drau mündet. Mit Ausnahme der letzten Flussmeter vor der Mündung in die Drau (Gemeindegebiet Leisach) fließt der Galitzenbach ausschließlich auf dem Gemeindegebiet von Amlach.